# USS Espada (SS-355)
USS Espada (SS-355) miał być okrętem podwodnym typu Balao, jedynym okrętem United States Navy, którego nazwa pochodzi od włócznika. Jego budowa została przerwana 23 października 1944.